# Вигода (Сандомирський повіт)
Вигода (пол. Wygoda) — село в Польщі, у гміні Завихост Сандомирського повіту Свентокшиського воєводства.
Населення — 243 особи (2011).
У 1975-1998 роках село належало до Тарнобжезького воєводства.

## Демографія
Демографічна структура на день 31 березня 2011 року:
|          | Загалом | Допрацездатний вік | Працездатний вік | Постпрацездатний вік |
| -------- | ------- | ------------------ | ---------------- | -------------------- |
| Чоловіки | 114     | 26                 | 72               | 16                   |
| Жінки    | 129     | 32                 | 67               | 30                   |
| Разом    | 243     | 58                 | 139              | 46                   |